# Nikita Glazkov
Nikita Yuryevich Glazkov (russo:  Никита Юрьевич Глазков; IPA: [nʲɪˈkʲitə ɡɫɐˈskof]; Moscou, 16 de abril de 1992) é um esgrimista russo, medalhista olímpico.

## Carreira
Glazkov conquistou a medalha de prata nos Jogos Olímpicos de Verão de 2020 em Tóquio como representante do Comitê Olímpico Russo ao lado de Sergey Khodos, Pavel Sukhov e Sergey Bida, após confronto contra os japoneses Koki Kano, Kazuyasu Minobe, Masaru Yamada e Satoru Uyama na disputa de espada por equipes.